# 줄리어스 찬
줄리어스 찬(영어: Julius Chan 줄리어스 챈[*], 1939년 8월 29일~2025년 1월 30일)은 1980년부터 1982년까지, 1994년부터 1997년까지 파푸아뉴기니의 총리를 역임한 파푸아뉴기니의 정치인이다. 그는 2007년 전국 선거에서 의석을 얻은 뉴아일랜드주의 국회의원이다. 그는 또한 2007년부터 현재 뉴아일랜드주의 주지사이다. 2019년 5월 26일, 피터 오닐 총리는 곧 사임할 것이며 줄리어스 경이 그의 뒤를 잇기를 바란다고 발표했다. 그러나 퇴임하는 총리는 그의 후임자를 임명할 권한이 없으며, 그 다음날 오닐은 공식적인 사임을 미뤘다. 그는 또한 수년간의 부건빌 분쟁 동안 그의 나라의 주요 인사였다.